# Rheumaptera chinensis
Rheumaptera chinensis är en fjärilsart som beskrevs av John Henry Leech 1897. Rheumaptera chinensis ingår i släktet Rheumaptera och familjen mätare. Inga underarter finns listade.